# Ana Brnabić
Ana Brnabić (/âna bř̩nabit͡ɕ/, ; en serbe cyrillique : Ана Брнабић) est une femme d'État serbe membre du Parti progressiste serbe (SNS), née le 28 septembre 1975 à Belgrade. Elle est présidente du gouvernement du 29 juin 2017 au 20 mars 2024 et présidente de l'Assemblée nationale depuis cette date.
Formée aux États-Unis et au Royaume-Uni, elle revient en Serbie en 2002. Elle s'engage dans la promotion des énergies renouvelables en 2011.
En 2016, elle est nommée ministre des Administrations publiques et des Collectivités locales par Aleksandar Vučić. Sans affiliation partisane, elle est la première ministre assumant son homosexualité dans un pays conservateur.
Elle devient présidente du gouvernement en 2017, sur proposition de Vučić, élu président de la République. Elle est alors la première femme, la première personne ouvertement homosexuelle et la première personnalité d'origine croate à occuper cette fonction. Elle adhère au SNS deux ans plus tard. Elle est également la personne ayant occupé ce poste le plus longtemps depuis la dissolution de la Serbie-et-Monténégro en 2006.

## Situation personnelle

### Études
Ana Brnabić, née le 28 septembre 1975 à Belgrade, en Yougoslavie socialiste, est d'origine croate. Après avoir achevé ses études secondaires en 1994. elle quitte la Yougoslavie pour les États-Unis. Inscrite à l'université Northwood, dans l'État du Michigan, elle entreprend un cursus en administration des affaires. Elle le poursuit à partir de 1998 à l'université de Hull, au Royaume-Uni, où elle obtient une maîtrise (MBA).

### Carrière
Ana Brnabić fait son retour en Serbie en 2002. Elle est d'abord agent de relations publiques pour le programme de développement agricole, puis rejoint en 2011 le programme Continental Wind Serbie, qui promeut le recours aux énergies renouvelables. Elle en devient la directrice deux ans plus tard.

### Vie privée
Le 20 février 2019, Ana Brnabić annonce que sa compagne, Milica Đurđić, a donné naissance à un garçon. Brnabić n'en est pas légalement la mère, puisque la loi serbe ne reconnaît pas les couples homosexuels ou l'homoparentalité.

## Parcours politique

### Ministre
Ana Brnabić est nommée ministre des Administrations publiques et des Collectivités locales le 11 août 2016 dans le nouveau gouvernement formé par Aleksandar Vučić.
Alors qu'elle assume pleinement son homosexualité dans un pays où 80 % de la population se déclare chrétiens orthodoxes et où les marches des fiertés sont l'objet de violences voire sont annulées, cette nomination est perçue par les ONG comme un moment historique. Vučić déclare à ce propos « ses orientations personnelles ne m’intéressent pas, seuls les résultats de son travail comptent ».

### Présidente du gouvernement

#### Premier mandat
Ana Brnabić est proposée le 15 juin 2017 à l'Assemblée nationale pour le poste de présidente du gouvernement par Vučić, désormais président de la République. Sa désignation constitue une première de trois points de vue : elle est en effet la première femme, la première personne ouvertement homosexuelle, et d'origine croate choisie pour exercer cette responsabilité,.
Alors que le chef de l'État considère qu'« elle possède les qualités personnelles et professionnelles pour exercer ces fonctions », il justifie d'avoir désigné une indépendante et non une membre du Parti progressiste serbe (SNS), majoritaire et dont il est issu : « ce n'est pas une défaite pour le SNS. Le prochain président du gouvernement doit encore renforcer la réputation du pays et les réformes ». Sa nomination, dans un pays peu actif pour lutter contre l'homophobie est interprétée par « beaucoup de militants anti-discriminations » (selon Le Monde) comme une démarche de pinkwashing, afin de favoriser la procédure d'adhésion à l'Union européenne.
Pour sa part, elle déclare « servir mon pays est pour moi le plus grand honneur. Je travaillerai avec dévouement et de manière responsable avec beaucoup d'amour et d'honnêteté ». Précisant qu'elle n'est pas militante LGBT, elle estime que la situation des homosexuels s'améliore « lentement » en Serbie mais que l'homophobie reste un problème. Elle explique ne pas comprendre « en quoi [son] orientation sexuelle est si importante », jugeant que « ce qui est important, c’est la capacité professionnelle à accomplir un travail honnête, à aimer sa patrie et à travailler dans le plus grand intérêt de son pays ».
Présentée comme favorable à l'intégration européenne, elle sera principalement chargée de mettre en œuvre les réformes économiques tandis que Vučić continuera de piloter la politique étrangère et intérieure, lui permettant ainsi de garder la main sur le pouvoir tout en donnant des signes d'ouverture. Le président de la République lui-même indique qu'elle « se concentrera sur l'économie et le numérique » alors que le premier vice-président Ivica Dačić « gérera la partie politique ».
Le 29 juin suivant, Ana Brnabić est investie présidente du gouvernement par l'Assemblée nationale, à 41 ans, par 157 voix favorables sur 250.
Ayant indiqué en juin 2019 son intention d'adhérer au Parti progressiste, qu'elle dit « aimer et respecter » et dont elle affirme « qu'il n'a pas eu peur de changer, d'apprendre et de donner une chance aux gens, y compris ceux qui n'en étaient pas membres », elle concrétise cette annonce quatre mois plus tard,.

#### Prises de position
Confrontée à un mouvement de grève dans les usines automobiles Fiat de Kragujevac lors de son arrivée au pouvoir, Ana Brnabić accuse les ouvriers grévistes d’être « trop payés » dans la mesure où leur salaire est légèrement supérieur au revenu serbe moyen. Selon elle, en risquant de décourager les investisseurs étrangers, ces employés se montreraient « égoïstes ».
Le 17 septembre, elle participe à la marche des fiertés de Belgrade, devenant la première chef de gouvernement d’un pays balkanique à se rendre à une telle manifestation.
Dans un entretien accordé au quotidien suisse Le Temps en décembre suivant, elle explique que les droits LGBT ne sont pas sa priorité car « nous avons encore beaucoup à faire pour offrir aux Serbes des perspectives pour une vie meilleure et davantage de sécurité. C’est notre première responsabilité ». Selon elle, « si l'économie va bien, que la population dispose d’un travail, d'un salaire décent et des perspectives de carrière, elle sera moins intéressée à détester les autres ». Elle précise que pour l'adhésion de la Serbie à l'Union européenne, « nous avons un plan d’action, selon lequel les réformes devraient se terminer d'ici à 2020, voire 2021 », indiquant ainsi qu'elle vise la possibilité d'une entrée dans l'UE à l'horizon 2025, une date fixée par le président de la Commission européenne Jean-Claude Juncker.
Interrogée sur les liens avec le Kosovo en juin 2018, elle adopte une position médiane. Indiquant que « la Serbie ne reconnaîtra jamais le Kosovo indépendant », elle précise dans la foulée que « si nous continuons à insister sur le fait que le Kosovo appartient à la Serbie, un compromis sera impossible ». Pour elle, « le Kosovo, c'était la Serbie, point ». Brnabić dénonce que « l'intention de Pristina pourrait être de déporter tous les Serbes [du Kosovo] » ajoutant que « la Serbie ne l'autorisera pas » et qu'elle « est prête pour des discussions ».
Lors d'un discours le 7 août 2018, elle rappelle que « mon grand-père est Croate et moi je suis présidente du gouvernement en Serbie », saluant « la tolérance » de ses concitoyens d'avoir à la tête de leur exécutif une personnalité d'origine croate,. Elle évoque également sa peur de la montée de l'intolérance en Croatie, dénonçant la force et l'influence acquises selon elle par les mouvements d'extrême droite dans ce pays. Elle ajoute rêver de voir la Croatie aussi tolérante que la Serbie, avec un Premier ministre d'origine serbe dirigeant le gouvernement croate.

#### Second mandat
Le 5 octobre 2020, 106 jours après la tenue des élections législatives qui se sont soldées par une large victoire de la coalition formée autour du Parti progressiste serbe, le président de la République Aleksandar Vučić confie à Ana Brnabić le soin de former un nouveau gouvernement. Indiquant qu'il lui a demandé de choisir la moitié des ministres elle-même, le chef de l'État explique l'avoir reconduite car « elle n'a pas usé de son poste pour favoriser des intérêts étrangers ou purement locaux, elle s'est battue dans l'intérêt de son pays ».
La composition du nouveau gouvernement est rendue publique le 25 octobre 2020, comptant 11 femmes sur 21 ministres, ce qui en fait alors l'un des dix plus paritaires au monde, un fait exceptionnel pour un pays d'Europe centrale et orientale,. Il est cependant prévu que la législature récemment élue soit interrompue au bout de deux ans afin de coïncider avec l'élection présidentielle de 2022.
L'Assemblée nationale adopte le 26 octobre la nouvelle version de la loi sur les ministères, qui établit 21 départements ministériels et assure la création du ministère des Droits humains et ceux de la Ruralité et de la Famille. Deux jours plus tard, l'ensemble de l'équipe gouvernementale est élue par l'Assemblée après une journée de débats, obtenant 227 voix pour et cinq contre ; la présidente du gouvernement et ses ministres prêtent serment immédiatement après.

#### Troisième mandat
Ana Brnabić est proposée le 27 août 2022 pour la troisième fois consécutive par le président Aleksandar Vučić pour prendre la direction de l'exécutif serbe. Le chef de l'État juge « très important qu’elle reste à la tête du gouvernement » pour pouvoir « continuer à résoudre des problèmes », affirmant avoir « pleinement confiance » en elle. Sa désignation intervient cinq mois après la victoire du Parti progressiste aux élections législatives anticipées, dont la publication des résultats définitifs avait été retardée par des irrégularités dans un bureau de vote,.
Elle a ainsi été préférée à Miloš Vučević et Siniša Mali (sr), dont Vučić annonce qu'ils seront vice-présidents du gouvernement dans la future équipe ministérielle. Le 23 octobre, à l'issue d'une réunion du bureau du Parti progressiste et environ six mois après la tenue des élections législatives, que le président de la République présente la liste des ministres, indiquant que la direction du SNS a « accepté la proposition formulée par Ana Brnabić ». Le gouvernement Brnabić III reçoit la confiance de l'Assemblée nationale trois jours plus tard, par 157 voix pour et 68 contre. Elle prête serment avec ses ministres juste après.
À partir du 31 juillet 2022, elle doit affronter une crise avec le Kosovo.

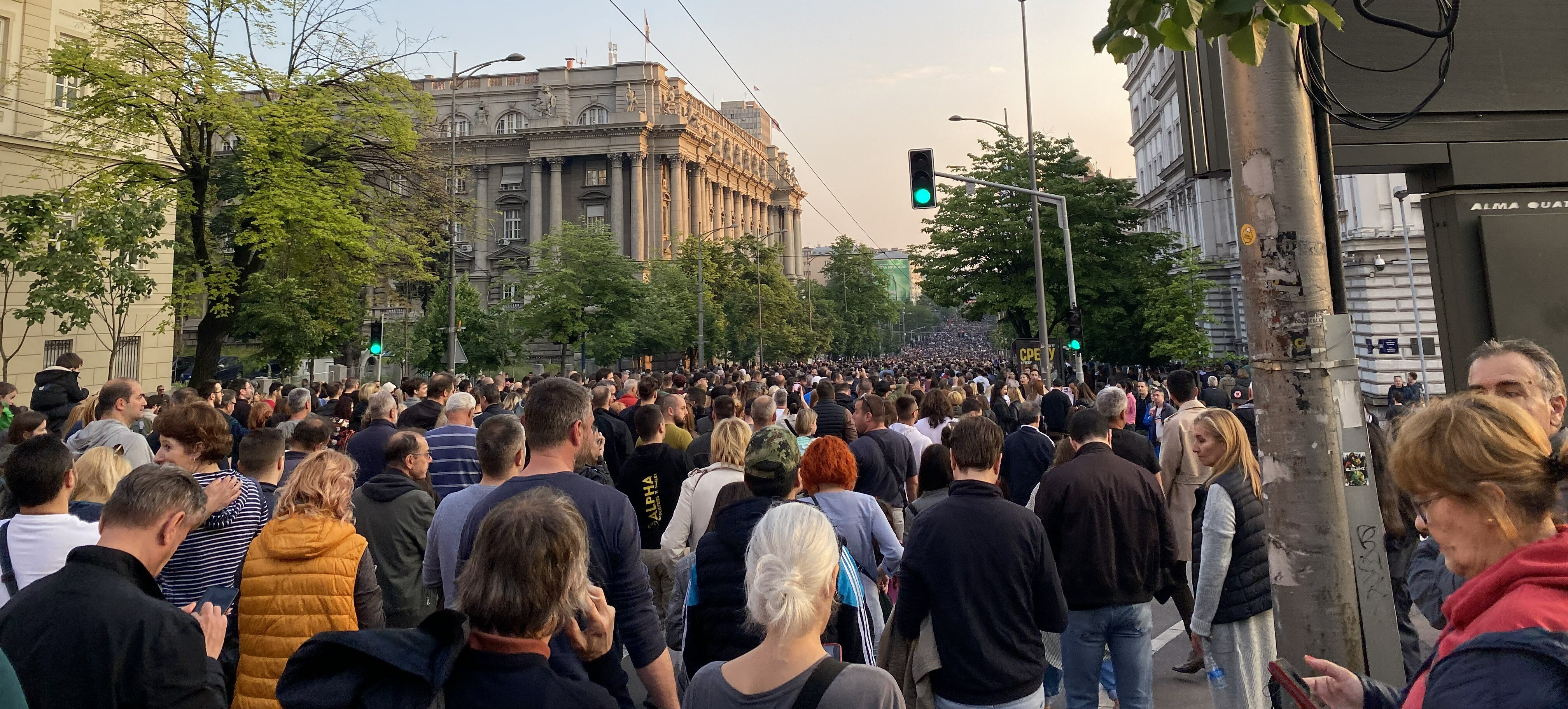
Manifestations anti gouvernementales le 19 mai 2023 à Kneza Miloša.

Une fusillade se produit le 3 mai 2023 dans l'école primaire Vladislav Ribnikar de Vračar, l'une des municipalités de la ville de Belgrade, ce qui choque profondément le pays. Un élève âgé de treize ans muni d'une arme à feu tue neuf autres élèves et un agent de sécurité avant d'être maîtrisé par les forces de police. Le lendemain même, une seconde fusillade voit un homme de 21 ans tuer huit personnes dont un policier avant de prendre la fuite. Ces évènements provoquent un vif débat sur la question du port d'arme. Malgré des lois très strictes, la Serbie connaît alors l'un des taux de possession d'armes les plus élevés au monde, à égalité avec le Monténégro voisin, derrière les États-Unis et le Yémen. La Serbie et les Balkans occidentaux sont l'objet d'un important marché noir d'armes, très répandues depuis les guerres yougoslaves,,. En réaction, le gouvernement serbe annonce de nouvelles mesures restreignant la possession d'armes à feu. Le ministre de l'Éducation Branko Ružić fait cependant plusieurs déclarations dans lesquelles il rejette la responsabilité des évènements sur les jeux vidéos et « l'influence des valeurs occidentales », tandis que la présidente du gouvernement Ana Brnabić refuse d'admettre une défaillance des autorités,. Des manifestations de grande ampleur ont alors lieu dans le pays, notamment à Belgrade, exigeant la démission du gouvernement ainsi que des sanctions contre les chaînes de télévisions, radios et autres médias accusé de promouvoir la violence. Les manifestations, rapidement soutenues et organisées par l'opposition qui choisit cependant de se tenir en retrait, se poursuivent de manière hebdomadaire tout au long du reste de l'année,,. Le gouvernement réagit en qualifiant les manifestants de « casseurs » et de « hooligans », Vučić les désignant lui même comme des « hyènes et des vautours », tout en accusant l'opposition de chercher à commettre un coup d'État,. Confronté à la poursuite dans le temps du mouvement de protestation, ainsi qu'à la pression de l'opposition qui tente sans succès de faire adopter une motion de censure début juillet, le président annonce lors d'une conférence de presse la tenue d'élections anticipées en avril ou mai 2024, en même temps que les élections municipales. La date du 17 décembre 2023 est par la suite avancée, sans être officiellement confirmée,, jusqu'à la dissolution de l'Assemblée nationale le 1er novembre. Les élections municipales sont avancées dans la foulée.

### Présidente de l'Assemblée nationale
Le 20 mars 2024, elle quitte la direction du gouvernement et est élue présidente de l'Assemblée nationale.

## Critiques
Bien qu'assumant son homosexualité, Ana Brnabić a un rapport ambigu avec les droits LGBT. Son gouvernement a ainsi interdit la marche des fiertés en 2022 et rejeté l'autorisation du mariage homosexuel.
Selon Mediapart, Ana Brnabić est une « technocrate ultralibérale » complémentaire d’Aleksandar Vučić. Alors que ce dernier gère directement les affaires internationales et régaliennes, elle est chargée de l’économie et de l’administration, « achevant de liquider les services publics et détricotant le droit du travail et les acquis sociaux hérités de la Yougoslavie socialiste ».